# Hallvarðsson
Hallvarðsson ist ein männlicher isländischer Name.

## Herkunft und Bedeutung
Der Name ist ein Patronym und bedeutet Hallvarðurs Sohn. Die weibliche Entsprechung ist Hallvarðsdóttir (Hallvarðurs Tochter).

## Namensträger
- Guðmundur Hallvarðsson (* 1942), isländischer Politiker
- Helgi Hallvarðsson (1931–2008), isländischer Kapitän